# De l'être et de l'essence

Le De ente et essentia (De l'être et de l'essence) est un opuscule de métaphysique de Thomas d'Aquin. Il a été rédigé entre 1254 et 1256, alors que Thomas d'Aquin était jeune professeur. Cet opuscule, dédié à ses frères du couvent Saint Jacques, est conçu comme une introduction à la métaphysique ou réflexion philosophique sur l'être.

## Objet
Thomas d'Aquin écrit cet opuscule en vue de préciser des notions métaphysiques et le vocabulaire qui l'accompagne. Il y recherche, par exemple, quels sont les caractères de l'essence, en quoi il est possible de la déceler dans la matière, et d'autres questions du même type. Thomas s'appuie notamment sur les analyses et le vocabulaire d'Aristote et discute les thèses d'Averroès. 
« Nous devons atteindre une connaissance des choses simples en partant des choses composées, et parvenir à ce qui est antérieur par l’intermédiaire de ce qui est postérieur, afin que l’enseignement soit plus adapté en commençant par les éléments les plus faciles. C’est pourquoi, il faut procéder de la signification de l’être à celle de l’essence ».